# Råde
Råde ist eine Kommune im norwegischen Fylke Østfold. Die Kommune hat 7850 Einwohner (Stand: 1. Januar 2025). Verwaltungssitz ist die Ortschaft Karlshus.

## Geografie
Die Gemeinde grenzt an die Nachbarkommunen Sarpsborg, Fredrikstad, Moss und Våler. Neben dem Verwaltungssitz befinden sich mit Spetalen, Missingmyr und Slangsvold weitere größere Dörfer in der Gemeinde. Im Südwesten, wo Spetalen liegt, grenzt Råde an das Oslofjord. Im Norden der Kommune liegt der See Vansjø. Südlich des Sees verläuft die Europastraße 6 (E6), die die Verbindung nach Moss und Oslo herstellt. In der Kommune befinden sich außerdem Schienen der Østfoldbanen. Die höchste Erhebung ist die Danserfjella mit 127,2 moh. im Nordosten der Gemeinde.
Die Einwohner der Gemeinde werden Rådesokning genannt. Offizielle Schriftsprache ist Bokmål, also die weiter verbreitete der beiden norwegischen Sprachformen.

## Geschichte
Råde wurde im Jahr 1385 als „Rodho“ erwähnt. Im Osten von Karlshus liegt die Råde kirke, eine Steinkirche aus dem Jahr 1185. Die Kommune wurde im Anschluss an die Einführung der kommunalen Selbstverwaltung im Jahr 1837 gegründet und es wurden anschließend keine Grenzänderungen durchgeführt.

## Wirtschaft
Die landwirtschaftliche Fläche wird in großen Teilen für Getreide- sowie Kartoffel- und Gemüseanbau verwendet. Die Tierhaltung beschränkt sich vor allem auf Hühnerhaltung. Produktionsstätten für die Industrie befinden sich vor allem im Bereich um Karlshus.
Im Jahr 2019 arbeiteten von 3598 Menschen 1032 in Råde selbst, viele weitere waren in den Nachbarkommunen Fredrikstad (559 Personen), Sarpsborg (453) und Moss (418) tätig.

## Persönlichkeiten
- Egil Hovland (1924–2013), Komponist
- Edvard Grimstad (1933–2014), Politiker